# Phyllanthus fluitans
Phyllanthus fluitans är en emblikaväxtart som beskrevs av George Bentham och Johannes Müller Argoviensis. Phyllanthus fluitans ingår i släktet Phyllanthus och familjen emblikaväxter. Inga underarter finns listade i Catalogue of Life.